# عين عار
عين عار هي إحدى القرى اللبنانية من قرى قضاء المتن في محافظة جبل لبنان.